# Сонцов-Засекин, Михаил Иванович
Князь Михаил Иванович Сонцов-Засекин — воевода в Смутное время и во времена правления Михаила Фёдоровича.
Из княжеского рода Сонцовы-Засекины. Единственный сын князя Ивана Петровича Сонцова-Засекина.

## Биография
В 1600 году написан в мещерской десятне и в Терках, служивший по выбору. В 1613 году подписался восемьдесят вторым в грамоте на избрании на Всероссийский престол царя Михаила Фёдоровича. В 1616 году показан в дворянах. В 1618-1619 годах первый воевода в Белёве.

## Семья
От брака с неизвестной имел детей:
- Князь Сонцов-Засекин Андрей Михайлович (ум. 1670) — стольник, воевода и первый судья в Московском судном приказе.
- Князь Сонцов-Засекин Юрий Михайлович — стряпчий (1658), московский дворянин (1668-1677), стольник.